# New Religion
New Religion sedmi je studijski album njemačkog power metal sastava Primal Fear. Album je objavljen 21. rujna 2007. godine, a objavila ga je diskografska kuća Frontiers Records.

## Popis pjesama
| 1.    | »Sign of Fear«                | 4:47 |
| 2.    | »Face the Emptiness«          | 4:35 |
| 3.    | »Everytime It Rains«          | 3:52 |
| 4.    | »New Religion«                | 4:04 |
| 5.    | »Fighting the Darkness«       | 8:44 |
| 6.    | »Blood on Your Hands«         | 4:02 |
| 7.    | »The Curse of Sharon«         | 4:40 |
| 8.    | »Too Much Time«               | 5:13 |
| 9.    | »Psycho«                      | 3:54 |
| 10.   | »World on Fire«               | 3:53 |
| 11.   | »The Man (That I Don't Know)« | 6:10 |
| 53:54 |                               |      |

## Zasluge
Primal Fear
- Ralf Scheepers – vokali
- Stefan Leibing – gitara
- Henny Wolter – gitara
- Mat Sinner – bas-gitara, prateći vokali, produciranje
- Randy Black – bubnjevi

Dodatni glazbenici
- Simone Simons – ženski vokali (na pjesmi 3)
- Magnus Karlsson – glavna gitara (na pjesmi 3)
- Tobias Lundgren – prateći vokali
- Ronny Milianowicz – luping
- Matthias Ulmer	– klavijature

Ostalo osoblje
- Charlie Bauerfeind – dodatno produciranje, inženjer zvuka
- Achim "Akeem" Köhler – dodatni inženjer zvuka, mastering
- Ronald Prent – miksanje
- Macela Zorro – dodatno miksanje
- Katja Piolka – omot albuma, fotografija